# Krasnoselski
Krasnoselski (del ruso: Красносельский) es un asentamiento de tipo urbano del raión de Gulkévichi del krai de Krasnodar, en el sur de Rusia. Está situado en la orilla izquierda del río Kubán, 9 km al noroeste de Gulkévichi y 132 km al este de Krasnodar, la capital del krai. Tenía 7 792 habitantes en 2010
Es cabeza del municipio Krasnosélskoye.

## Historia
Recibió el estatus de asentamiento de tipo urbano en 1976.

## Composición étnica
De los 7 462 habitantes que tenía en 2002, el 82.9 % era de etnia rusa, el 4.5 % era de etnia ucraniana, el 2.9 % era de etnia alemana, el 1.2 % era de etnia armenia, el 0.6 % era de etnia bielorrusa, el 0.5 % era de etnia griega, el 0.5 % era de etnia gitana, el 0.3 % era de etnia tártara, el 0.1 % era de etnia adigué, el 0.1 % era de etnia georgiana, el 0.1 % era de etnia azerí y el 0.1 % era de etnia turca

## Economía y transporte
La principal industria de la localidad es una fábrica de traviesas de hormigón para el ferrocarril.
Al oeste de la localidad pasa la carretera federal M29 Cáucaso.